# Ахмед Гомаа
Ахмед Гомаа (араб. أحمد جمعة‎; род. 19 мая 1988, Кафр-эш-Шейх) — египетский футболист, нападающий клуба «Прокси».

## Клубная карьера

### «Газль Эль-Махалла»
Гомма присоединился к клубу «Газль Эль-Махалла» в 2004 году, где был помещен в резерв. После игры за резервную команду в течение 4 лет, он был повышен до основного состава. После одного сезона на профессиональном уровне Гомаа расторг контракт с клубом по обоюдному согласию.

### «Эль-Раджа»
В 2009 году Гомма присоединился к команде «Эль-Раджа». Он провел 2 года в клубе из Мерса-Матрух и помог избежать вылета во Вторая лига Египта по футболу в сезоне 2010/11.

### «Эль-Мансура»
В 2011 году Гомаа подписал трехлетний контракт с «Эль-Мансура» за 400 000 египетских фунтов. 17 ноября того же года в дебютном матче против «Баладейет Эль-Махалла» забил свой первый гол. Он забил 4 гола в 7 матчах своего первый сезон, но все футбольные соревнования в Египте были приостановлены Футбольной ассоциацией Египта после беспорядков на стадионе в Порт-Саиде. Гомма завершил свой второй сезон как лучший бомбардир клуба, забив 16 мячей в 25 матчах. В своем третьем сезоне завершил как лучший бомбардир клуба, забив 6 мячей в 19 матчах. 12 мая 2014 года против «Иттихад Набарух» Гомаа забил свой последний гол.

### «Аль-Масри»
22 июля 2014 года Аль-Масри объявил о подписании трехлетнем контракте с Гомаа.

### Аренда в «Иттихад Аль Шурта»
14 января 2015 года «Иттихад Аль Шурта» объявил о подписании Гомаа и его товарища по команде Элиассу Иссиака в аренду до конца сезона 2014/15. Он забил 4 мяча в 20 матчах.

## Международная карьера
Дебют за национальную сборную Египта 25 мая 2018 года в товарищеском матче против сборной Кувейта, выйдя на замену Коке в начале второго тайма.